# Aeroporto di San Pietroburgo-Pulkovo
L'Aeroporto di San Pietroburgo-Pulkovo o Aeroporto Pulkovo (IATA: LED, ICAO: ULLI) (in russo Аэропо́рт Пу́лково) è l'aeroporto internazionale che serve la città di San Pietroburgo, nel nord della Russia europea. Si trova 16 km a sud della città. Fino all'aprile del 1973 era chiamato Aeroporto Shossejnaja.

## Storia
La sua costruzione iniziò nel gennaio del 1931 e fu inaugurato il 24 giugno 1932, con l'atterraggio alle 17:31 di un volo proveniente da Mosca.
Nel 1951 il terminal dell'aeroporto fu riprogettato per servire aeroplani più grandi. Nell'aprile 1973 fu aperto un nuovo terminal che favorì un incremento del traffico aeroportuale del 40%-50% tra gli anni settanta e gli anni novanta. Nel 1990 per l'aeroporto transitarono 4.837.000 passeggeri. Nel 2003 furono registrati 26.934 movimenti di velivoli fra atterraggi e decolli, ma oggi il numero di passeggeri è inferiore rispetto all'inizio degli anni novanta.
La Banca Europea per la Ricostruzione e lo Sviluppo ha dichiarato l'apertura di una linea di credito per la costruzione del Terminal Passeggeri dell'aeroporto Pulkovo per un totale di 100 milioni di Euro erogati nel 2010 - 2013.
Nel periodo 6 - 9 agosto 2010 verso l'aeroporto Pulkovo sono stati dirottati 35 voli di linea e charter diretti negli aeroporti moscoviti Domodedovo e Vnukovo in seguito agli incendi ed il fumo nella regione di Mosca.
L'8 dicembre 2010 - 8 milioni di passeggeri sono transitati all'aeroporto Pulkovo nel 2010.
Il 26 dicembre 2012 - 10 milioni di passeggeri sono transitati all'aeroporto Pulkovo nel 2012 per la prima volta nella storia dello scalo aeroportuale di San Pietroburgo.

## Dati tecnici
Nell'estate 2006 l'aeroporto di San Pietroburgo è stato equipaggiato per l'atterraggio/decollo di tutti i tipi degli aerei moderni, compreso l'Airbus A380. Attualmente l'aeroporto è dotato di due piste con tutti i sistemi moderni che permettono il funzionamento dell'impianto 24 ore al giorno.

## Terminal
L'aeroporto Pulkovo è dotato di un Terminal Cargo, due terminal passeggeri: il Terminal Pulkovo-1 serviva principalmente voli nazionali, voli verso stati della CSI e voli charter internazionali; il Terminal Pulkovo-2 serve i voli di linea internazionali. Nel dicembre 2013 è stato inaugurato un nuovo terminal, da marzo 2014 il Terminal Pulkovo-1 è stato chiuso.

## Collegamenti con San Pietroburgo
Auto
L'aeroporto di Pulkovo è raggiungibile percorrendo la strada statale che porta il nome dell'aeroporto, Pulkovo (in russo: Пулковское шоссе). Nell'aeroporto sono presenti le filiali di compagnie dell'autonoleggio. L'aeroporto dispone di un parcheggio multilivello a pagamento e di parcheggi gratuiti sia vicino al Terminal-1 sia vicino al Terminal-2.
Taxi
L'aeroporto è servito da taxi che permettono di raggiungere tutte le zone città della zona. Inoltre l'aeroporto di Pulkovo-1 è collegato con i taxi collettivi che percorrono la stessa linea del bus 39, mentre l'aeroporto di Pulkovo-2 è collegato con i taxi collettivi 3, 13, 113, 213 che raggiungono i principali quartieri della città di San Pietroburgo.
Trasporto pubblico
L'aeroporto è collegato dai mezzi pubblici (bus 39) con la stazione Moskovskaja, raggiungibile con i mezzi pubblici (bus 13), i quali proseguono per varie destinazione del centro cittadino.